# Орбітально-топологічна еквівалентність
У теорії звичайних диференціальних рівнянь два векторних поля (або відповідних автономних рівняння) називаються орбітально-топологічно еквівалентними, якщо існує гомеоморфізм фазового простору однієї системи на фазовий простір другої системи, що переводить орієнтовані фазові криві першої системи у фазові криві другої системи зі збереженням орієнтації.

## Приклади
- Нелінійний стійкий вузол орбітально-топологічно еквівалентний своїй лінійній частині на околі особливої точки.
- Стійкий вузол не є орбітально-топологічно еквівалентним нестійкому вузлу, отриманому з нього оберненням часу.
- Гіперболічна особлива точка орбітально-топологічно еквівалентна своїй лінійній частині на околі особливої точки (теорема Гробмана — Гартмана).